# Moonflower (Sarmanto)
Moonflower is een studioalbum van de Finse pianist Heikki Sarmanto. Het album verscheen op het kleine platenlabel Porter Records, tezamen met heruitgaven van Counterbalance en A Boston Date. De hoezen vertonen enige overeenkomst, dus verwacht mocht worden dat Moonflower ook een heruitgave was. Dat werd versterkt door de samenstelling van het combo, dat het album volspeelde. Echter Moonflower bleek een nieuw album van Sarmanto en consorten te zijn, opgenomen in de Studio Pop in Helsinki. 

## Musici
- Heikki Sarmanto – piano
- Pekka Sarmanto – basgitaar
- Juhani Aaltonen – tenorsaxofoon
- Craig Herndon – slagwerk

## Tracklist
| Nr. | Titel                         | Duur |
| --- | ----------------------------- | ---- |
| 1.  | Moonflower                    |      |
| 2.  | At the fountain               |      |
| 3.  | Madame Chaloff                |      |
| 4.  | Wolf                          |      |
| 5.  | African echoes                |      |
| 6.  | Jai Guru Dev                  |      |
| 7.  | Run                           |      |
| 8.  | Grasses swaying with the wind |      |
| 9.  | At the fountain II            |      |
| 10. | Madame Chaloff II             |      |
| 11. | Wolf II                       |      |